# Курт Цајцлер
Курт Цајцлер (9. јун 1895 – 25. септембар 1963) је био немачки генерал који је служио као начелник штаба Врховне команде Вермахта током Другог светског рата.
Цајцлер је био скоро искључиво штапски официр, служивши као начелник штаба корпуса, армије и армијске групе. Адолф Хитлер га је септембра 1942. одабрао за начелник штаба Врховне команде Вермахта, заменивши на том месту Франца Халдера. Почетком 1943. Цајцлер је био један од кључних особа у одлуци да се покрене операција Цитадела, последњи велики немачки напад на Источном фронту, која се окончала поразом. Цајцлер је изгубио веру у Хитлерову моћ расуђивања и напустио је свој положај у јулу 1944. након што је доживео нервни слом. Цајцлер је сматран енергетичним и ефикасним штапских официра, примећен због своје спосовности у вођењу кретања великих мобилни формација.